# هشام الشويخ
هشام الشويخ هو لاعب كرة طائرة من وضع الجلوس مصري، فاز مع منتخب مصر ببرونزيتين في دورتي الألعاب البارالمبيتين 2004 و2016.

## حياته الشخصية
هشام متزوج ويعمل في الدعم الفني في تيليكوم مصر.